# Marcel Marongiu
 (décembre 2023).
Pour les articles homonymes, voir Marongiu.
Marcel Marongiu est un styliste né à Paris d'une mère suédoise et d'un père sarde.
Il est de 2007 à 2015 le directeur artistique de la maison de couture Guy Laroche.

## Biographie
Marcel Marongiu est diplômé d’économie mais se spécialise très vite dans la couture en suivant des études à Stockholm. En 1989, alors de retour à Paris, il crée sa propre marque. Marcel Marongiu se fait alors remarquer par son travail de lignes aériennes et de tons monochromes.
En 1999, il lance une ligne de maroquinerie et en 2003, une ligne de prêt-à-porter homme.
Il devient directeur artistique de la Maison Guy Laroche en 2007, et habille dans le même temps, grâce à son désir de sublimer le corps de la femme, des personnalités comme Hilary Swank, Isabelle Huppert, Lady Gaga ou encore Elsa Zylberstein. Adam Andrascik lui succède en 2015 .